# St. Matthäus (Kinsau)

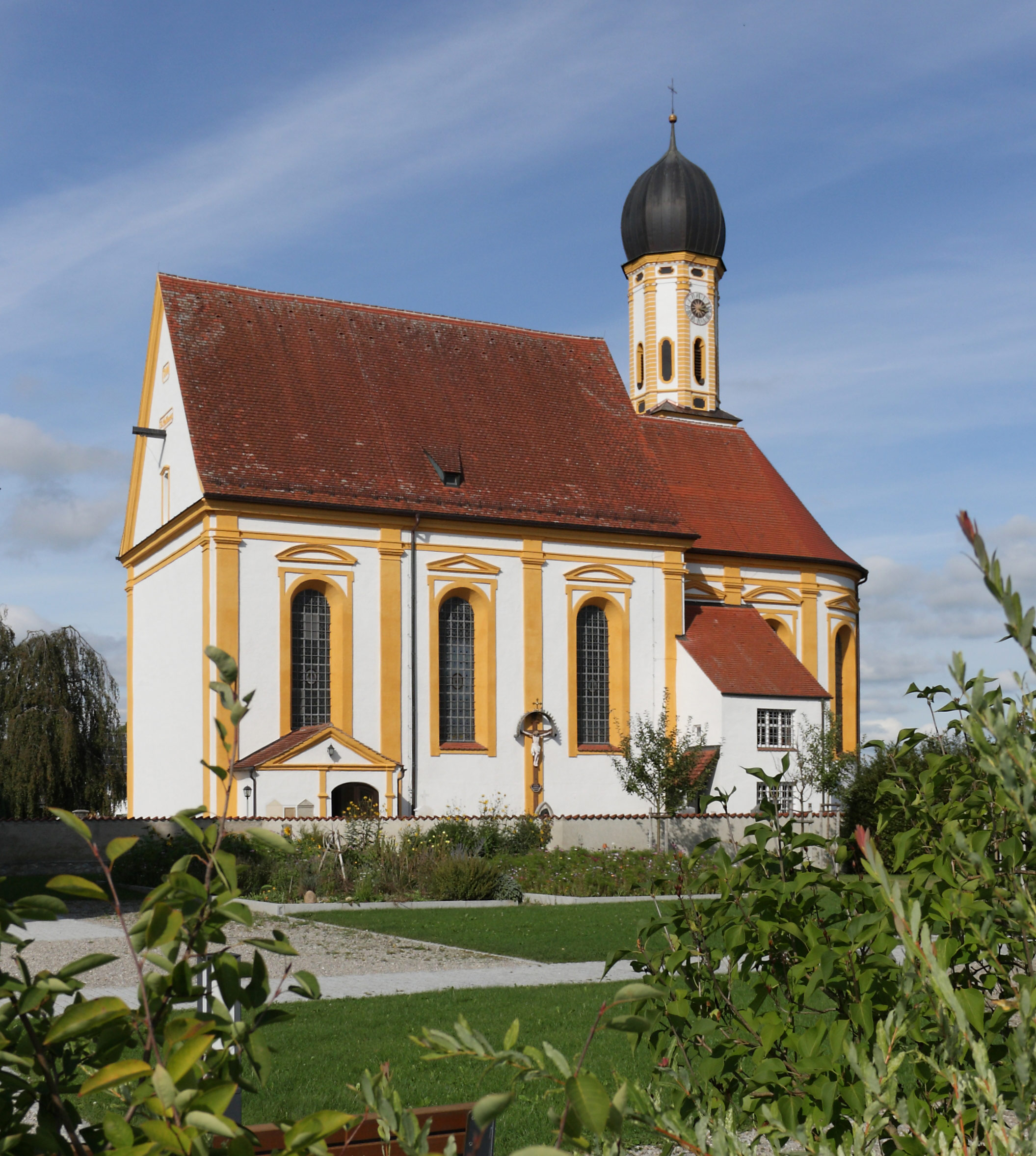
St. Matthäus in Kinsau

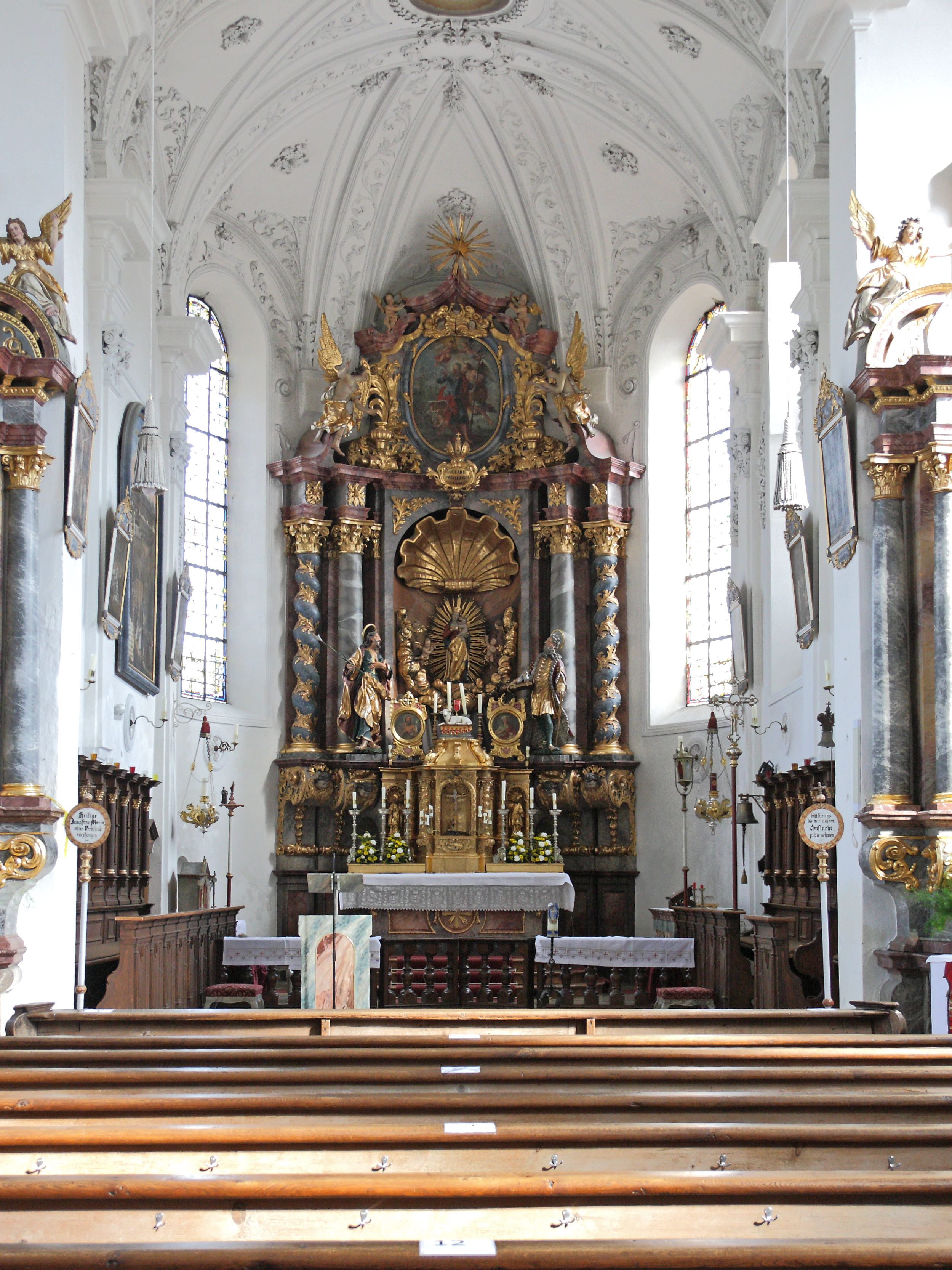
Innenansicht

St. Matthäus ist eine römisch-katholische Pfarrkirche in Kinsau, einer Gemeinde im oberbayerischen Landkreis Landsberg am Lech. Das Bauwerk ist in der Liste der Baudenkmäler in Kinsau als Baudenkmal unter der Nr. D-1-81-129-1 eingetragen. Die Pfarrei gehört zum Dekanat Landsberg des Bistums Augsburg. 

## Beschreibung
Die spätbarocke Saalkirche wurde in den Jahren 1712 bis 1715 erbaut. An das Langhaus fügen sich im Osten ein eingezogener, halbrund geschlossener Chor und an dessen Südwand eine Sakristei an. An der Nordwand des Chors steht auf quadratischem Grundriss ein Chorflankenturm. Sein achteckiges, mit einer Zwiebelhaube bedecktes Obergeschoss enthält die Turmuhr und den Glockenstuhl. Ein Vorbau an der Südwand des Langhauses birgt das Portal.
Den Stuck im Innenraum führte 1717 Johann Pöllandt aus. Die ursprünglichen Deckenmalereien wurden 1892 übermalt. Die 1844 von Joseph Anton Bohl gebaute Orgel ist nicht mehr erhalten.